# میگل اکوستا (بازیکن فوتبال، زاده ۱۹۹۸)
میگل اکوستا (انگلیسی: Miguel Acosta؛ زادهٔ ۱۶ مارس ۱۹۹۸) بازیکن فوتبال است.